# Carretera Villarreal de Álava-Ochandiano

La carretera  A-623  pertenece a la Red Básica de carreteras de Álava. Aunque en Álava recorre escasos kilómetros, la carretera sigue en Vizcaya con el nombre de  BI-623 . Durante todo el tramo alavés, la carretera discurre junto al Embalse de Urrúnaga. Antes de ser transferidas las carreteras comarcales a las Diputaciones Forales, esta vía se denominó  C-6211 .

## Trazado
| Velocidad | Esquema | Carretera que enlaza |
| --------- | ------- | -------------------- |
|           |         |                      |
|           |         | Embarcadero          |
|           |         | Belaustegui          |
|           |         | A-2620               |
|           |         | Calle Saindundi      |
|           |         | N-240                |

- Datos: Q16543777